# ديك كيمل
ديك كيمل (بالإنجليزية: Dick Kimmel)‏ هو أحيائي أمريكي، ولد في 21 فبراير 1947.